# Claude Thompson
Claude Robert James Thompson (1892. január 15. – 1918. július 17.) ausztrál ászpilóta.

## Élete

### Ifjúkora
Thompson 1892-ben született Melbourne-ben, Victori államban.

### Katonai szolgálata
Katonai előmenetele ismeretlen, feltehetően szolgált más fegyvernemnél mielőtt 1917-ben a brit légierőhöz (Royal Flying Corps, majd Royal Air force) került. A királyi repülők szövetségének nyilvántartása szerint a 4343. pilótaigazolványt szerezte meg 1917. március 1-jén. Thompson ezt követően a nyugati frontra került, a 19. brit repülőszázad kötelékébe. 1917 júniusától novemberig 6 igazolt légi győzelmet aratott Albatros D.III, Albatros D.V, Rumpler C és DFW C típusú német repülőgépek földre kényszerítésével. Az ászpilóta minősítést 1917. november 9-én szerezte meg.
1918-ban otthoni szolgálatra az Egyesült Királyságba küldték, ahol repülőgép konstrukciók tesztelésével foglalkozott. Egy ilyen alkalommal egy tesztrepülés során gépe a földbe csapódott, Thompson pedig 1918. július 17-én repülőhalált halt.

### Légi győzelmei
| Sorszám | Dátum             | Egység                | Repülőgép            | Ellenfél       |
| ------- | ----------------- | --------------------- | -------------------- | -------------- |
| 1       | 1917. június 19.  | 19. brit repülőszázad | SPAD 7, vagy SPAD 13 | Albatros D.III |
| 2       | 1917. október 14. | 19. brit repülőszázad | SPAD 7, vagy SPAD 13 | Albatros D.V   |
| 3       | 1917. október 17. | 19. brit repülőszázad | SPAD 7, vagy SPAD 13 | Rumpler C      |
| 4       | 1917. október 30. | 19. brit repülőszázad | SPAD 7, vagy SPAD 13 | DFW C          |
| 5       | 1917. november 9. | 19. brit repülőszázad | SPAD 7, vagy SPAD 13 | Albatros D.V   |
| 6       | 1917. november 9. | 19. brit repülőszázad | SPAD 7, vagy SPAD 13 | Albatros D.V   |